# Procoeria mesoneura
Procoeria mesoneura är en fjärilsart som beskrevs av George Francis Hampson 1926. Procoeria mesoneura ingår i släktet Procoeria och familjen nattflyn. Inga underarter finns listade i Catalogue of Life.